# عمرو بن سلمه ارحبی
عمرو بن سلمه ارحبی یا عمرو بن مسلمة  یا عمر بن سلمه از قبیله بنی همدان از یاران علی بن ابی طالب است اما منابع در خصوص وی و محل فرمانداری‌اش در زمان خلافت علی بن ابی طالب محل اختلاف است. برخی نظیر علامه حسن زاده آملی نام وی را صورت دیگری از ضبط نام عمر بن ابی سلمه می‌دانند که کارگزار سرزمین بحرین بوده‌است؛ در نتیجه، نامه ۱۹ و ۴۲ نهج البلاغه خطاب به یک نفر بوده‌است اما برخی به استناد به دیگر منابع نظیر تاریخ یعقوبی، تاج العروس و انساب الاشراف وی را شخصی متفاوت می‌دانند که از تابعان و جزو یاران علی بوده‌است و در سال هشتاد و پنجم هجری در گذشته است؛ بنابراین، فقط نامه ۱۹ خطاب به این شخص است که کارگزار منطقه‌ای مجوس نشین بوده‌است.